# Colobus guereza

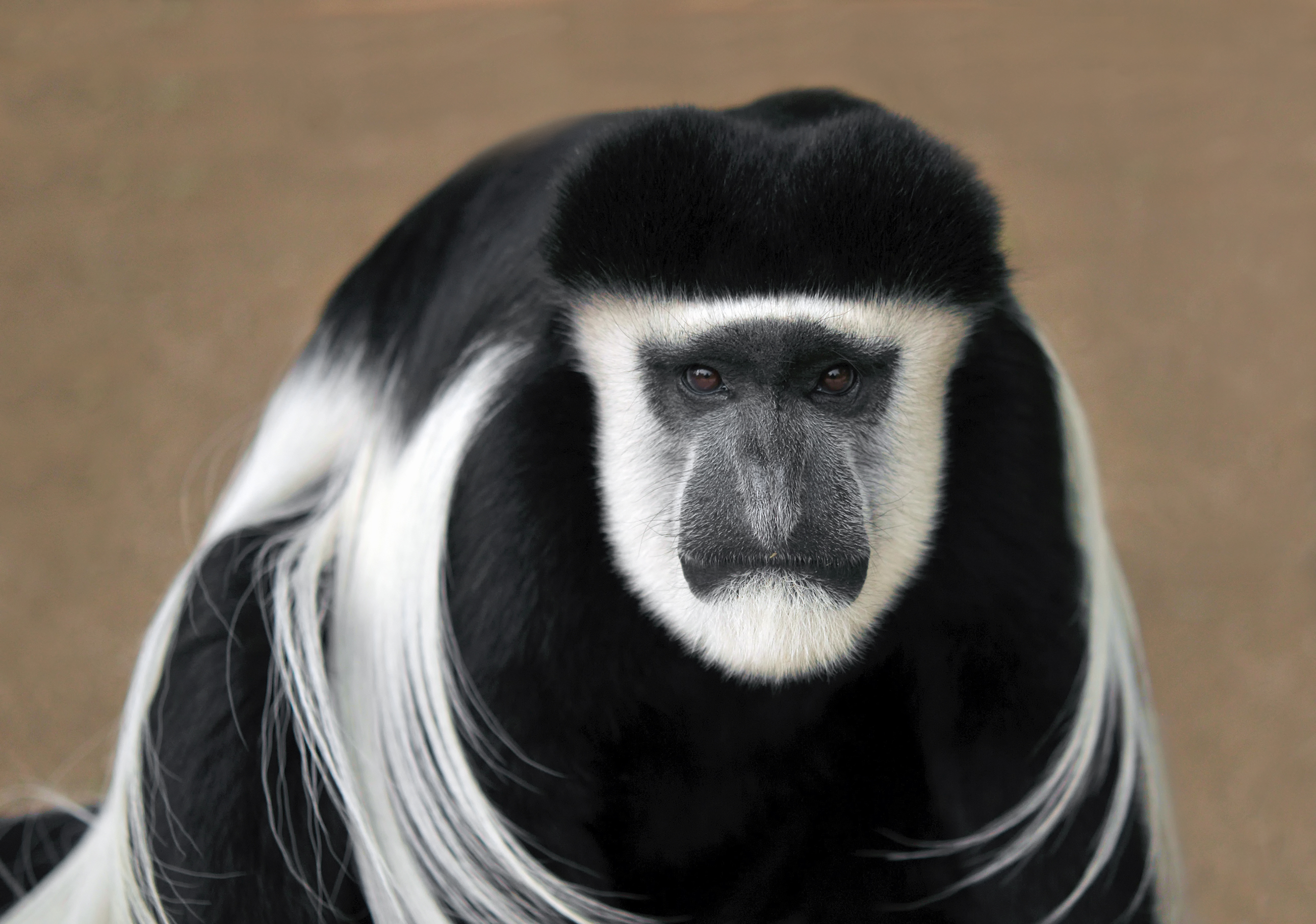
guereza abisinio

El guereza abisinio o colobo oriental negro y blanco (Colobus guereza) es una especie de primate catarrino de la familia Cercopithecidae. Se encuentra desde el nivel del mar hasta los 3.000 m de altitud, en los bosques secos y húmedos y en las sabanas arboladas de África oriental y central, desde Etiopía y Tanzania hasta Chad y Nigeria. 

## Descripción

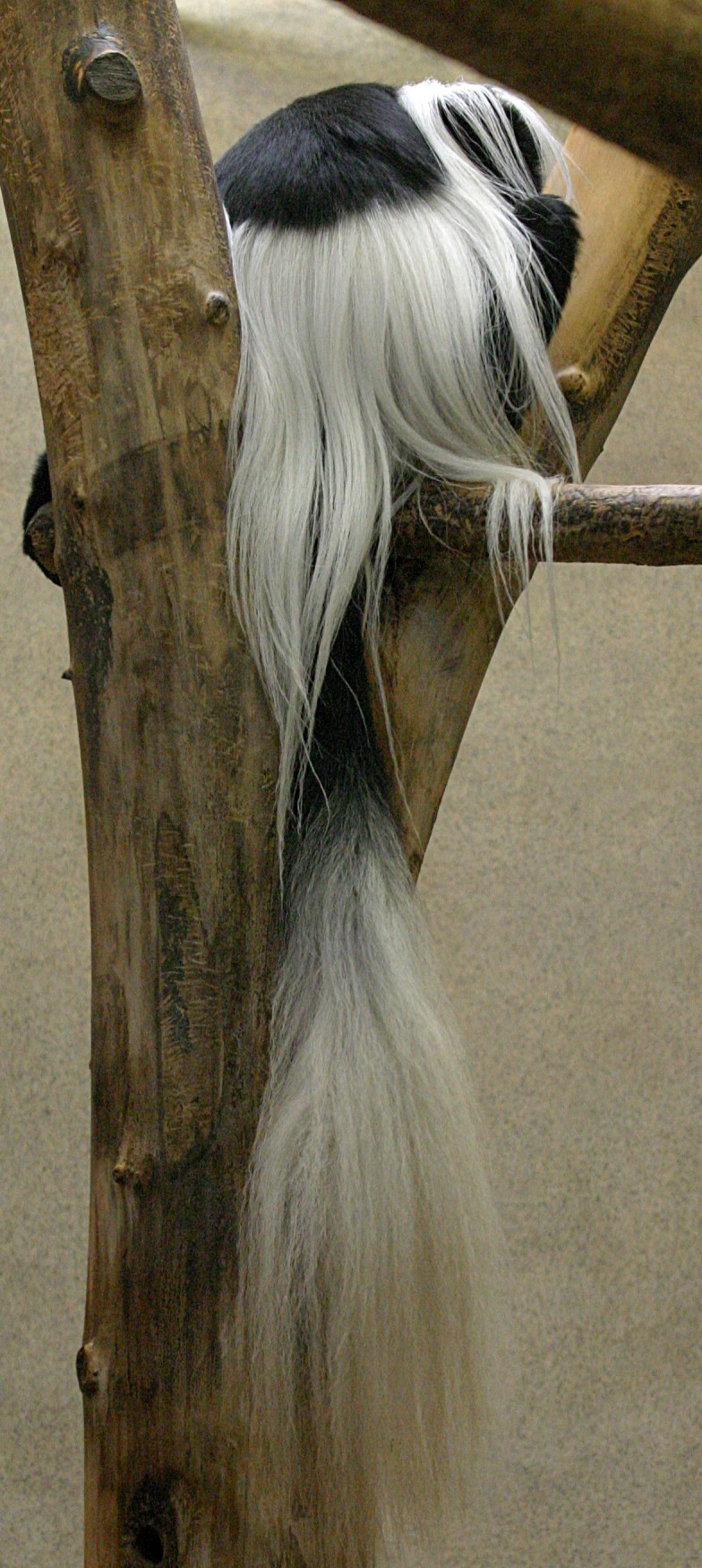
Espalda y cola de un guereza abisinio en el Jardín Zoológico de Milwaukee.

Es el más grande entre los colobos. Alcanza una longitud de 45 a 72 cm, más la cola, que tiene entre 52 y hasta 82 cm de largo. Los machos son mayores y pesan 13 a 14,5 kg, mientras las hembras alcanzan apenas 5 a 8 kg. 
Su manto es negro y blanco fuertemente contrastados. La coloración principal es negra, el contornos de la cara, el pecho, los hombros y la cola son blancos, a veces con pelambres largos a manera de abrigos con forma de U y una borla en la cola, aunque la extensión del blanco de ésta, depende de la subespecie. Como para todos los colobos, la desaparición del pulgar es una adaptación al modo de vida arborícola.

## Comportamiento
Es diurno y permanece generalmente en los árboles, aunque en las regiones poco boscosas, a veces baja al suelo. Hace turnos con los otros miembros de su grupo para dormir en las noches para poder vigilar a los depredadores como águilas, leopardos o chimpancés. 
Forman grupos territoriales de 8 a 15 individuos, constituidos en torno a un macho adulto, sus hembras y sus crías. Los machos al madurar deben abandonar su grupo de nacimiento y luchan entre ellos para asegurar la posesión de un harén.
Su fuerte instinto territorial lleva a cada grupo a defender 12 a 20 hectáreas, mediante gritos, agitación demostrativa y si es necesario mediante violencia, aunque ello no impide que varios grupos compartan la misma fuente de agua.

## Alimentación
Es estrictamente herbívoro y las hojas nuevas constituyen la parte fundamental de su alimentación. Los frutos son la tercera parte de su alimento. En menor medida, consumen también hojas maduras y brotes. Posee un estómago de cuatro cámaras en el cual las dos superiores cámaras de fermentación gracias a bacterias especiales para la digestión de la celulosa; solo después de que la comida transita primero por allí, va a los estómagos inferiores, a donde continúa para ser digerida. Este sistema de digestión representa una adaptación al consumo de hojas pobres en sustancias nutritivas y permite digerirlas al desintoxicar compuestos secundarios como las estricninas, los taninos, los alcaloides.
Para comer, se sienta sobre una rama grande y agarra y atrae las ramas pequeñas, con las manos. A veces, un grupo pasa días enteros en un mismo árbol.

## Reproducción
No tienen un período de acoplamiento fijo y los nacimientos pueden ocurrir durante cualquier época del año. A pesar de ello, frecuentemente los nacimientos se regulan de tal forma que el destete pueda ocurrir en el momento en que la comida es más abundante. La gestación dura unos 175 días y la hembra da a luz una sola cría que al nacer es solamente blanca y solo al cabo de algunos meses el manto adquiere el dibujo propio de los adultos. Es frecuente que una hembra deje que otras del grupo se ocupen de su pequeño, incluso para amamantarlo. El destete ocurre hacia los seis meses.
La madurez sexual ocurre en la hembra, aproximadamente a los cuatro años; y en el macho, aproximadamente a los seis años. El macho al crecer debe dejar al grupo donde nació, mientras que la hembra permanece a menudo en el mismo grupo. Pueden vivir hasta 24 años, al menos en cautiverio.

## Subespecies
- Colobus guereza guereza
- Colobus guereza occidentalis
- Colobus guereza dodingae
- Colobus guereza percivali
- Colobus guereza matschiei
- Colobus guereza kikuyuensis
- Colobus guereza caudatus
- Colobus guereza gallarum

## Especie amenazada
Durante la primera mitad del siglo XX comenzó una caza intensiva de guerezas abisinios, para obtener su piel, que estuvo de moda. Esto provocó una baja de su población. Sin embargo en muchas regiones adecuadas para su vida, han sido protegidos y siguen siendo abundantes. Al contrario de lo que sucede con otras especies de colobo, esta especie no está en peligro de extinción.